# Szaciły (wieś w powiecie białostockim)
Szaciły – wieś w Polsce położona w województwie podlaskim, w powiecie białostockim, w gminie Dobrzyniewo Duże.
Szaciły powstały w 1562 roku w wyniku pomiary włócznej prowadzonej za panowania Zygmunta Augusta. Pomiara włóczna zmierzała do uporządkowania dóbr królewskich w Wielkim Księstwie Litewskim, którego częścią do zawarcia Unii Lubelskiej było również Podlasie. Jedną ze wsi, którą poddano pomiarze była Kulikówka – wieś włościańska nad rzeką Kulikówka, w której pomiędzy gruntami chłopskimi otrzymał również bojar litewski Bohdan Szaciło. Dzięki pomiarze włócznej wyznaczono Szacile odrębny obszar o wielkości 10 włók (ok. 200 hektarów), który dał początek wsi Szaciły (nazywanej w tym okresie także Kulikówką Szlachecką).
Aleksander Jabłonowski tak pisał o Szaciłach: „Między włókami poddanych tego sioła (Kulikówki) ziemianin powiatu bielskiego Szaciło za otrzymaniem przywileju Jkrm-ci dzierżył włók 10, któremu ziemianinowi z rozkazania królewskiego, dlatego aby między poddanymi królewskimi gruntów swych nie miał, dano osobny obrub przy temże siole. Tylko że obrub ten obejmował włók 12, odcięto mu 2 włóki. Co więcej - postanowiono za dobrowolnem postanowieniem samego Szaciła, iż poddanym królewskim wszelki krzywdy i dolegliwości przed starostą knyszyńskim usprawiedliwiać się będzie powinien, a jemu także z poddanymi Jkrm-ci sprawiedliwość ma być czyniona”.
Nazwa Szaciły jest jedną z miejscowości, które otrzymały swe nazwy od imion lub nazwisk pierwszych osadników (zwykle pochodzenia bojarskiego) np. Waśki, Moniuszki, Zalesie-Czokołdy, Jaworówka, Leńce.
Szaciły przez cały okres Rzeczypospolitej Obojga Narodów były wsią szlachecką należącą do rodu Szaciłów (Kulikowskich) herbu Drogomir i ich potomków, z których część mieszka tam również współcześnie. Była przy tym największą i najlepiej rozwiniętą wsią szlachecką w parafii Dobrzyniewo. Księga grodzka brańska zawiera zapis, że w roku 1640 w Kulikówce (Szaciłach) było 15 chłopów poddanych, że Andrzej syn Piotra i Jakub syn Bartłomieja wpłacili ze swymi cześnikami 15 złotych polskich podczas gdy wtedy wpłacono z Jaworówki 14, a z Leńc tylko 11 złotych polskich. W następnym roku w tej księdze wymienia się łączną wpłatę z Szacił na 22 złotych polskich, z Jaworówki - 21, a z Leńc tylko 19 złotych polskich.
W latach 1975–1998 miejscowość należała administracyjnie do województwa białostockiego.
Wierni kościoła rzymskokatolickiego należą do parafii Najświętszej Maryi Panny Nieustającej Pomocy w Kozińcach.